# Искија Сант'Иларио (Тренто)
Искија Сант'Иларио је насеље у Италији у округу Тренто, региону Трентино-Јужни Тирол.
Према процени из 2011. у насељу је живело 314 становника. Насеље се налази на надморској висини од 200 м.